# Wydech
Wydech, inaczej faza bierna oddechu – usuwanie „zużytego” powietrza zasobnego w dwutlenek węgla.
U człowieka podczas wydechu następuje rozluźnienie przepony oraz mięśni oddechowych klatki piersiowej. Uzyskana różnica ciśnień umożliwia usunięcie powietrza z płuc.

## Skład wydychanego powietrza
- tlen – 17%
- dwutlenek węgla – 4%
- azot – 78%
- inne gazy – ok. 1%, w tym para wodna